# Liptovská Mara
Liptovská Mara è un lago artificiale in Slovacchia, alle porte di Liptovský Mikuláš. È parte di una serie di sbarramenti del fiume Váh.
La diga fu costruita fra il 1969 e il 1975 e fu necessario sommergere completamente 12 villaggi: Čemice, Demčín, Liptovská Mara, Liptovská Sielnica (che fu ricostruita in un nuovo sito), Nižné Dechtáre, Paludza, Parížovce, Ráztoky, Sestrč, Sokolče, Vrbie, Vyšné Dechtáre. Furono parzialmente sommersi anche gli abitati di Bobrovník, Liptovský Trnovec e Benice. Furono evacuate complessivamente 940 famiglie, equivalenti a più di 4 000 abitanti.

## Caratteristiche
Il volume totale del bacino è di 361,9 milioni di m³ (di cui 320,5 milioni di m3 di volume utile e 14,5 milioni di m3 di volume di protezione), il che lo rende il secondo lago artificiale della Slovacchia, preceduto solo dal lago di Orava.. Con un'altitudine di 566 m sul livello del mare la diga di Liptovská Mara forma un lago artificiale con una superficie di quasi 27 km². La diga è composta da una muraglia di terra alta 43,5 m (altezza di costruzione 52 m) con tenuta in alluminio e una centrale idroelettrica con 4 turbine (2 turbine Kaplan, 2 turbine reversibili Deriaz) con una potenza installata di 198 MW.
Durante la costruzione furono movimentati 11 milioni di m³ di terreno, circa 300.000 m³ di pietrisco e oltre 400.000 m³ di cemento e cemento armato. Il corpo della diga, ad arco, è lungo 1350 m. La centrale idroelettrica si trova ai piedi della diga (l'acqua viene fornita da una condotta d'acciaio con un diametro di 670 cm) con un salto di 45 m (43 m il salto utile).

## Utilizzo
Lo scopo principale della diga è la protezione dalle inondazioni, ma è anche utilizzato per la produzione di elettricità, in quanto vi sono 4 turbine che generano una potenza di 198 MW installate al di sotto della diga. La funzione ricreativa è attualmente relativamente sottodimensionata (vi è centro ricreativo vicino a Liptovský Trnovec, collegato al vicino parco acquatico Tatralandia). Dal centro ricreativo di Liptovský Trnovec è possibile imbarcarsi per una crociera turistica sul lago in catamarani fotovoltaici.
La penisola di Ratkovo con le acque adiacenti è un'area protetta.
Sopra la diga di Liptovská Mara, 2 km a sud del villaggio di Bobrovník, alle pendici orientali della collina di Úložisko (741,7 m sul livello del mare) si trova il sito archeologico di Havránok - una fortificazione celtica dell'insediamento di Cotini, con un santuario druidico del I secolo a.C. C'è anche un museo all'aria aperta.

## Galleria d'immagini

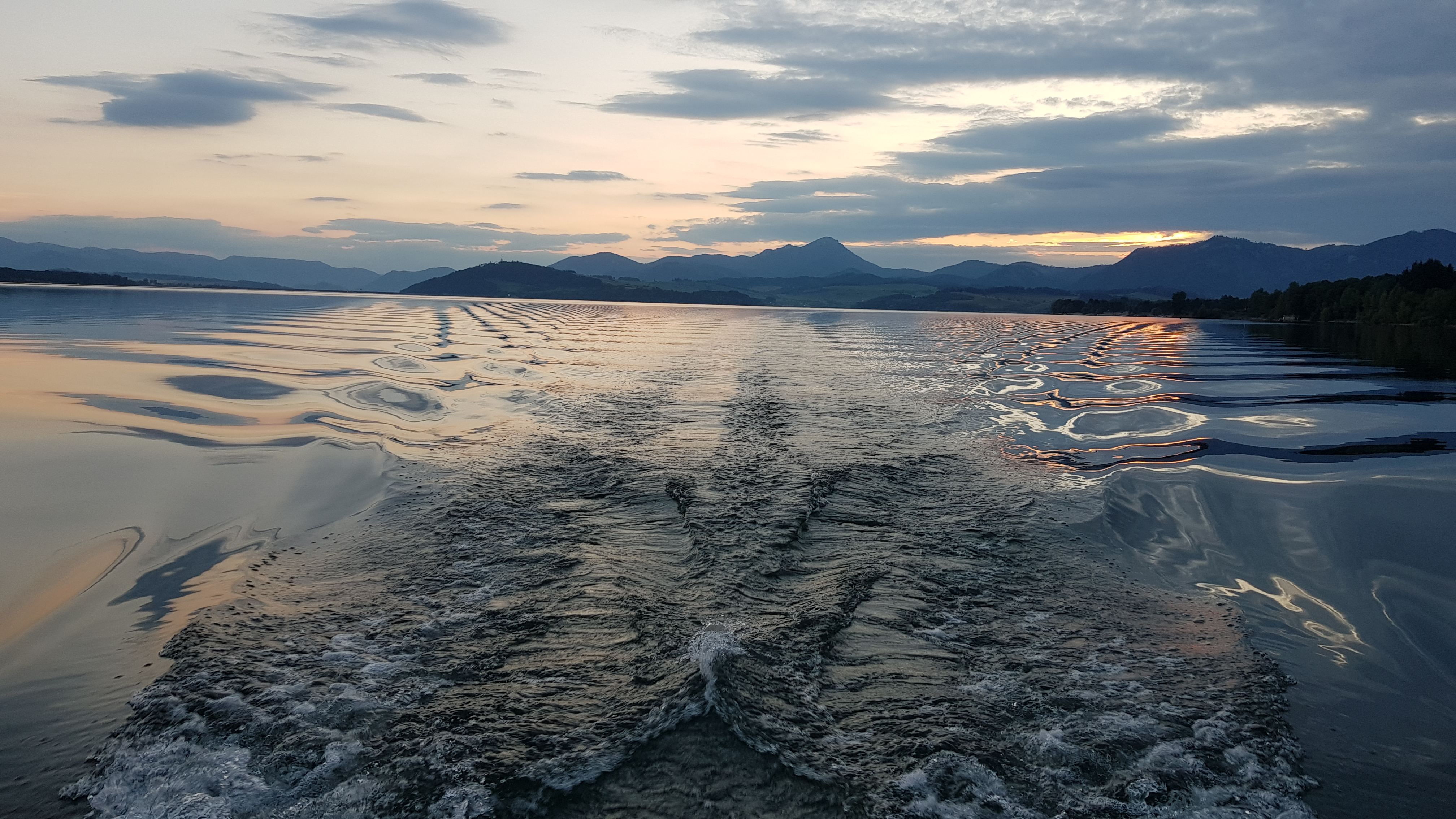
Liptovská Mara, Liptov
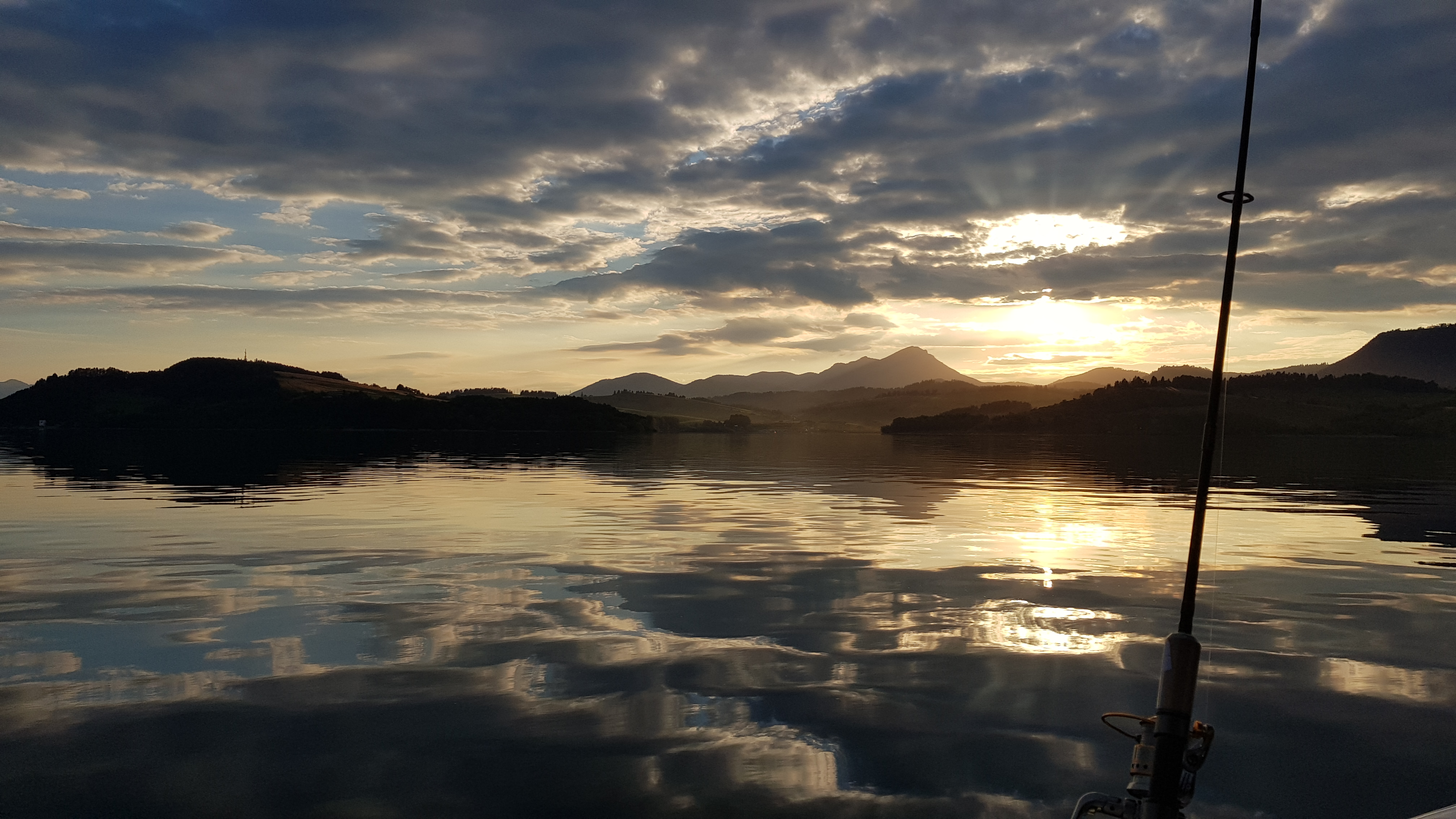
Liptovská Mara, vista da Hladina
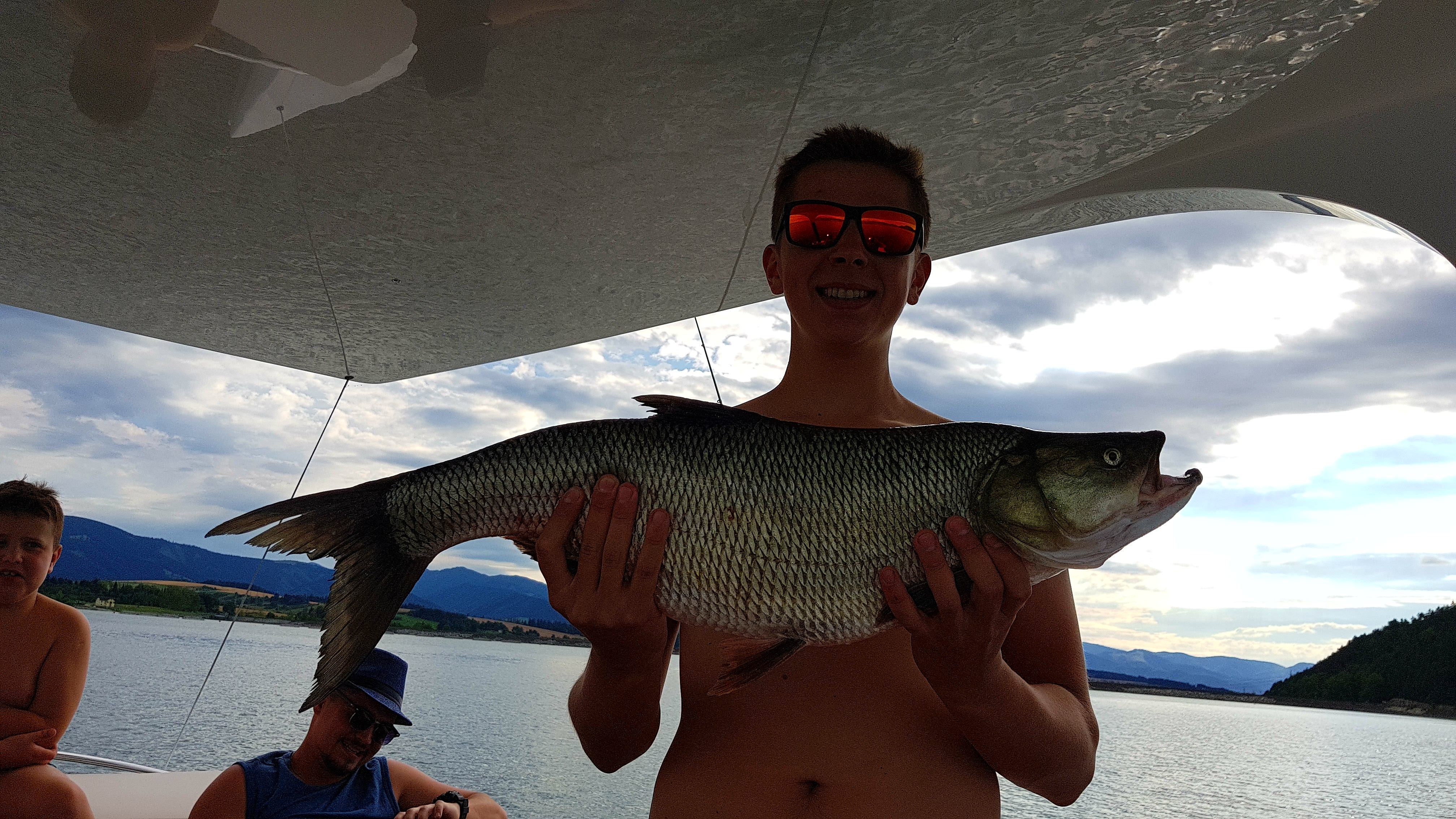
Liptovská Mara, Rybolov
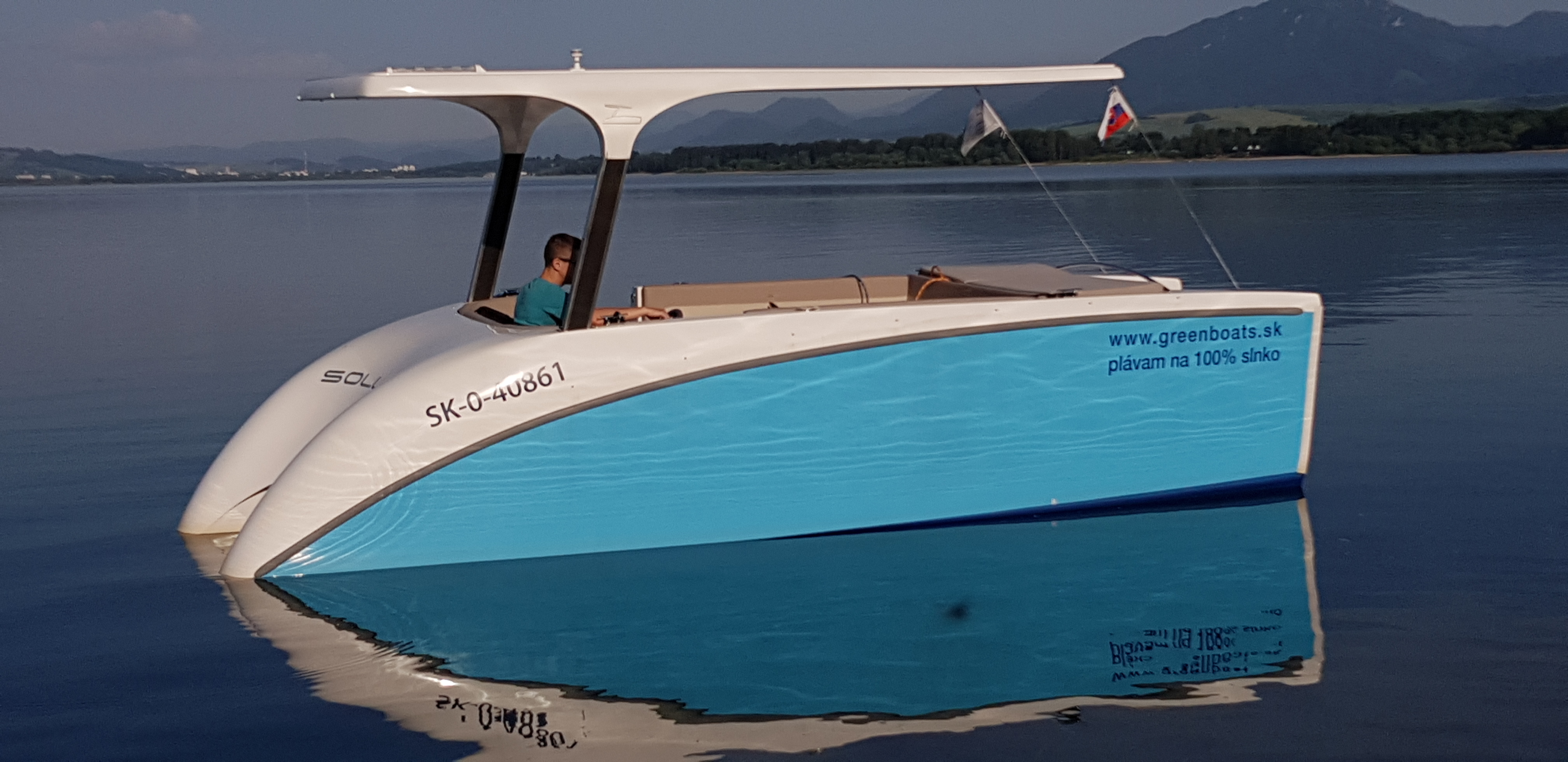
Liptovská Mara, catamarani